# Uchta (město)
Uchta (rusky Ухта́, komijsky Уква – Ukva) je průmyslové město republikového významu v Komiské republice v Ruské federaci. Leží na kopcovitých březích Uchty a jejího přítoku Čibju v povodí Pečory.

## Historie
Sídlo vzniklo v roce 1931 jako vesnice Čibju, městem se stalo v roce 1943. Počet obyvatel postupně rostl (1939 - 3000), (1959 - 36 000), (1970 - 63 000), (1976 - 78 000).

### Rodáci
- Arsen Pavlov zvaný "Motorola" (*1983, †2016), ruský občan bojující za separatisty na východní Ukrajině, velitel batalionu Sparta
- Julija Olegovna Samojlovová (*1989), zpěvačka

## Průmysl
Ve městě se nachází železniční stanice na trati Kotlas - Vorkuta. Rozvoj zdejšího průmyslu souvisí s ropnými vrty, které zde vznikly v polovině 19. století a byly tak mezi prvními v Rusku. Ropa a zemní plyn se zde těží i ve 21. století, část ropy je zpracována v místních rafinériích, většina je ovšem odvedena ropovody do rafinérií v Petrohradě a v Moskvě. Rozvoj města ve 40. a 50. letech byl proveden za pomoci nuceně pracujících politických vězňů.

## Partnerská města
- Narjan-Mar, Rusko
- Grodno, Bělorusko (2017)